# CartaCapital
CartaCapital — бразильский еженедельный журнал. Его основали в августе 1994 бразильско-итальянский журналист Мину Карта, создатель ряда других журналов, среди них Veja и IstoÉ, экономист Луис Гонзага Беллузо и группа журналистов. Издание изначально выходило раз в месяц, с марта 1996 два раза в месяц, начиная с августа 2001 стало еженедельником. CartaCapital, его редактор и авторы удостоены престижных премий на бразильском издательском рынке, в том числе премией Владимира Эрцога. CartaCapital отличается левой издательской политикой; несмотря на то, что издание неоднократно критиковало правительство президента Лулы, положительно оценивает его наследие, а также поддержало кандидатуру Дилмы Руссеф перед президентскими выборами 2010-го года.